# Jan Przemsza-Zieliński
Jan Przemsza-Zieliński (ur. 28 maja 1935 w Sosnowcu, zm. 17 maja 1999) – historyk, regionalista, badacz dziejów Zagłębia Dąbrowskiego, dziennikarz i działacz polityczny

## Życiorys
W 1956 ukończył studia na Wydziale Filologii Polskiej Wyższej Szkoły Pedagogicznej w Katowicach. był redaktorem gazety studenckiej „Młody nauczyciel” wydawanej przy Wyższej Szkole Pedagogicznej (1954–1956), nauczycielem w Liceum Ogólnokształcącym imienia Emilii Plater w Sosnowcu (1956–1957), dziennikarzem i redaktorem działu kulturalnego „Wiadomości Zagłębia” (1956–1962). W 1986 został doktorem nauk humanistycznych.
Członek Związku Młodzieży Polskiej (1948–1956), Związku Młodzieży Socjalistycznej (1957–1962) oraz PZPR (od 1958 roku). W 1962 r. został pracownikiem politycznym Komitetu Wojewódzkiego PZPR w Katowicach w randze instruktora, a do 1968 był asystentem I sekretarza Komitetu Wojewódzkiego Edwarda Gierka. W latach 1968–1970 był zastępcą redaktora naczelnego do spraw artystycznych Ośrodka TV Katowice. W latach 1970–1980 redaktor naczelny „Wiadomości Zagłębia”, a w latach 1980–1981 zastępca redaktora naczelnego i redaktor naczelny Trybuny Robotniczej. W latach 1981–1982 był I sekretarzem Komitetu Miejskiego PZPR w Sosnowcu, a następnie sekretarzem do spraw ideologicznych Komitetu Wojewódzkiego PZPR w Katowicach (1982-1989). Delegat na IX Nadzwyczajny Zjazd PZPR w lipcu 1981. Członek Egzekutywy KW PZPR w Katowicach (1980–1986) oraz wiceprzewodniczący Wojewódzkiej Rady Narodowej (1988–1990). Od 1981 był także członkiem Rady Nadzorczej Robotnicza Spółdzielnia Wydawnicza „Prasa-Książka-Ruch”.
Członek Stowarzyszenia Dziennikarzy Polskich oraz Stowarzyszenia Dziennikarzy PRL (delegat na I Zjazd w 1983). 
Po rozwiązaniu PZPR w styczniu 1990 r. stanął na czele Grupy Inicjatywnej Związku Komunistów Polskich „Proletariat”. W latach 90. XX w. stworzył regionalistyczną oficynę „Sowa Press”, która wydawała czasopismo „Ekspres Zagłębiowski” oraz książki poświęcone Zagłębiu. Patron sympozjów oraz Klubu Kronikarzy Zagłębia. W 1997 otrzymał Nagrodę Miasta Sosnowca za działalność naukową i popularyzatorską. W 2002 r. w plebiscycie „Sosnowiczanin 100-lecia” Jan Zieliński znalazł się na drugim miejscu.
Jest pochowany na cmentarzu prawosławnym w Sosnowcu.

## Wybrane publikacje
- Obrona Śląska i Zagłębia w kampanii wrześniowej 1939 r., 1964
- Sosnowiec 1972, Komitet Obchodów 70 lecia Miasta Sosnowca, Sosnowiec 1972
- Zagłębiowskie bataliony Obrony Narodowej w kampanii wrześniowej 1939 r. oraz Szlak bojowy 55 rezerwowej DP /w/ Encyklopedia Wiedzy o Zagłębiu Dąbrowskim (1975)
- Wyprawa po złoto (współautor z A. Koniecznym), 1980
- Żołnierz nie odszedł bez walki, Katowice 1981 (310 ss.)
- Pierwsze sto dni (współautor z A. Koniecznym), 1985
- Jan Kiepura - chłopak z Sosnowca, 1987
- Generał Jan Jagmin-Sadowski, Muzeum Śląskie, 1988
- Księga wrześniowej chwały pułków śląskich. T. I. Katowice: Krajowa Agencja Wydawnicza, 1989. ISBN 83-03-02883-9. Brak numerów stron w książce
- Księga wrześniowej chwały pułków śląskich. T. II. Sosnowiec: Sosnowiecka oficyna wydawniczo-autorska „Sowa Press”, 1993. ISBN 83-85876-06-5.
- Zagłębie w walce o niepodległość, Sosnowiecka Oficyna Wydawniczo – Autorska „SOWA PRESS”, Sosnowiec 1991
- Wrześniowa Księga Chwały Kawalerii Polskiej. Warszawa: Wydawnictwo Bellona, 1995. ISBN 83-11-08380-0. Brak numerów stron w książce
- Pół wieku muzyki – Kronika 50-lecia Państwowej Szkoły Muzycznej im. Jana Kiepury w Sosnowcu (1945 – 1995), Sosnowiecka Oficyna Wydawniczo – Autorska „SOWA PRESS”, Sosnowiec 1996
- Sosnowiec znany i nieznany, Sosnowiecka Oficyna Wydawniczo – Autorska „SOWA PRESS”, Sosnowiec 1997
- Bal w Savoyu, Sosnowiecka Oficyna Wydawniczo – Autorska „SOWA PRESS”, Sosnowiec 1999
- Chłopak z Sosnowca – Szkice do portretu Jana Kiepury, Sosnowiecka Oficyna Wydawniczo – Autorska „SOWA PRESS”, Sosnowiec 2002
- Sosnowiec, gawędy o rodzinnym mieście, Sosnowiecka Oficyna Wydawniczo – Autorska „SOWA PRESS”, Sosnowiec 2002

## Sztuki telewizyjne i radiowe
- Nie wszyscy sobie jutro powiedzą dzień dobry (1967)
- Romeo z Samary (1968, tv)
- Nie będzie zwycięstwa generale (1969, tv)
- Czarna dama z Deptford (1969, tv)

## Odznaczenia
- Krzyż Oficerski Orderu Odrodzenia Polski
- Krzyż Kawalerski Orderu Odrodzenia Polski
- Medal 30-lecia Polski Ludowej
- Medal 40-lecia Polski Ludowej